# Айхмофобия

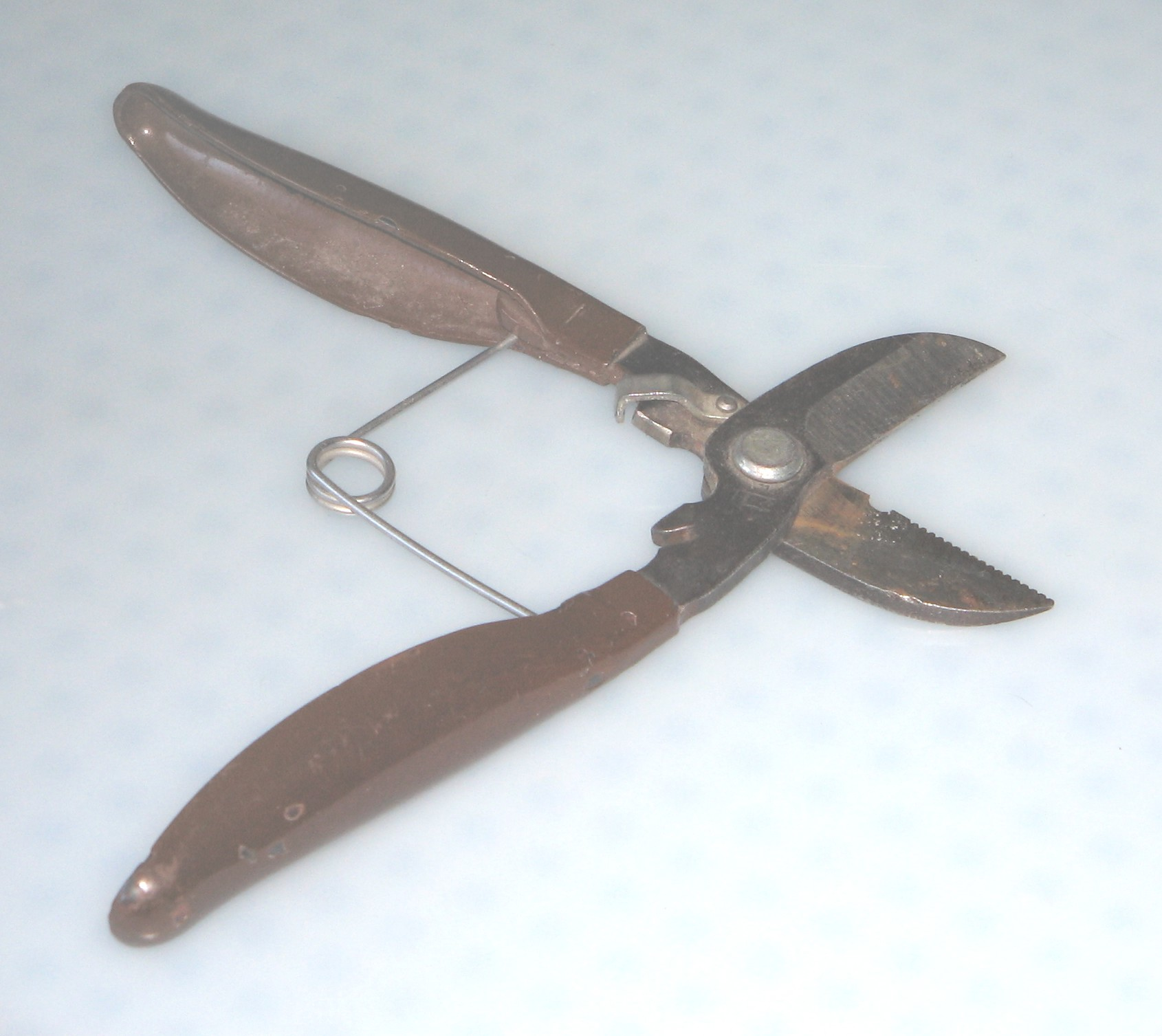
Ножницы для жести

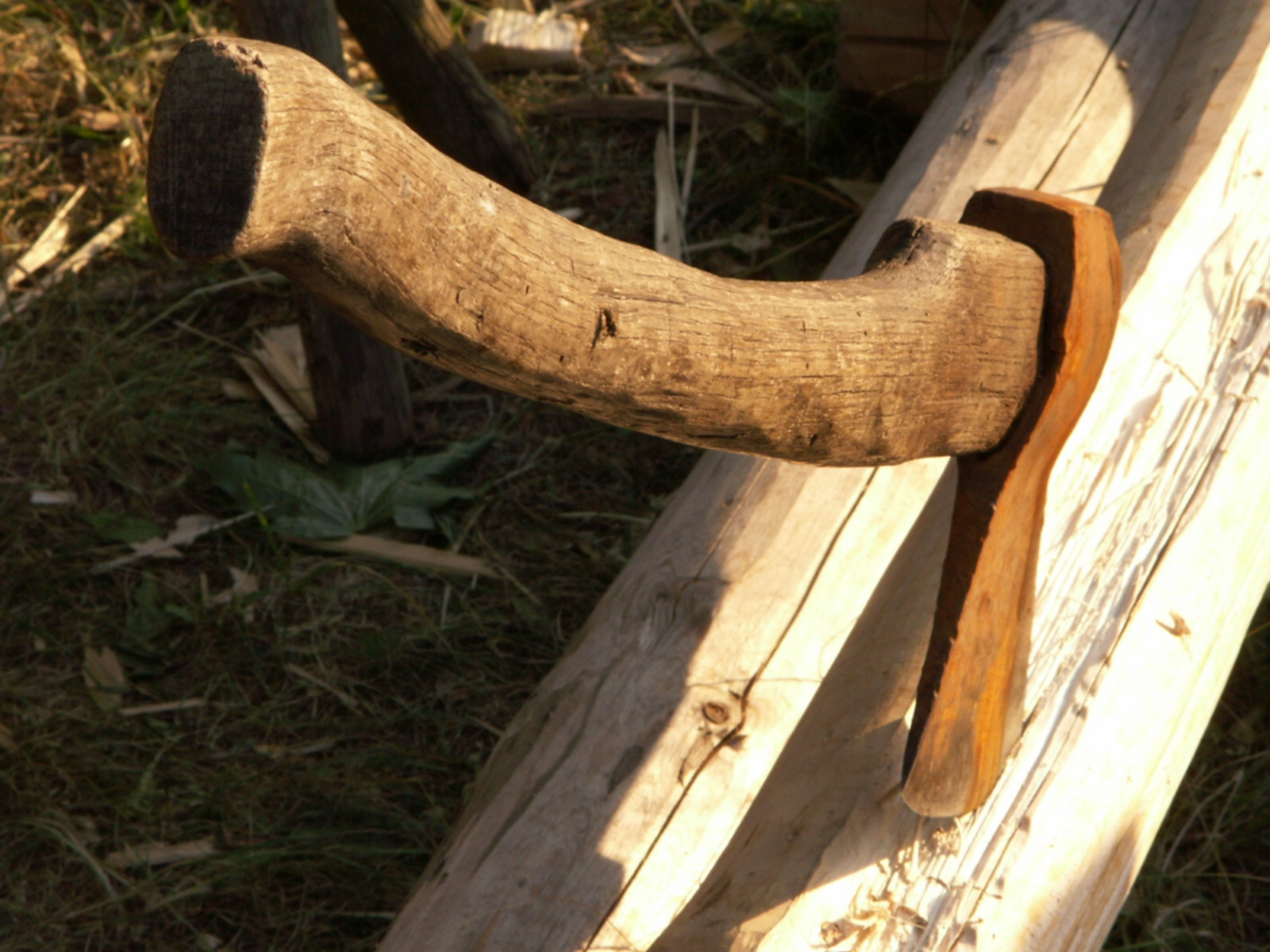
Топор

Айхмофо́бия (от др.-греч. αἰχμή — «остриё» и φόβος — «страх»), или оксифо́бия, — распространённая фобия, возникающая при использовании или виде колющих или режущих предметов, таких как иглы, ножи, карандаши, бритвы или даже острый конец зонтика. Больной боится причинить предметами вред себе или окружающим.

## Причины расстройства
Данная фобия может возникнуть после случаев неправильного обращения с бытовыми приборами или орудиями труда. Человеку это свойственно, поскольку он запоминает болевые ощущения и старается не допускать этого.

## Происхождение
Данная фобия является частью формы естественного поведения человека, появляющаяся у человека в результате жизненной деятельности. Однако в данном случае она носит преувеличенный характер.

## Лечение
Массаж — один из способов лечения пациента. Он позволяет пациенту расслабиться для обнаружения проблемы и помочь в её решении. Также некоторыми психологами утверждается, что вылечить фобию помогает гипноз.

## Распространение
Данная фобия не является врождённой формой и приобретается в результате жизненной деятельности.